# Cessna A-37 Dragonfly
Cessna A-37 Dragonfly (někdy i Super Tweet), je americký lehký bombardovací a bitevní letoun, vyvinutý z cvičného letounu pro základní letecký výcvik Cessna T-37. Stroj, který byl vyráběn v 60. a 70. letech 20. století, se uplatnil především ve válce ve Vietnamu.

## Vznik YAT-37D

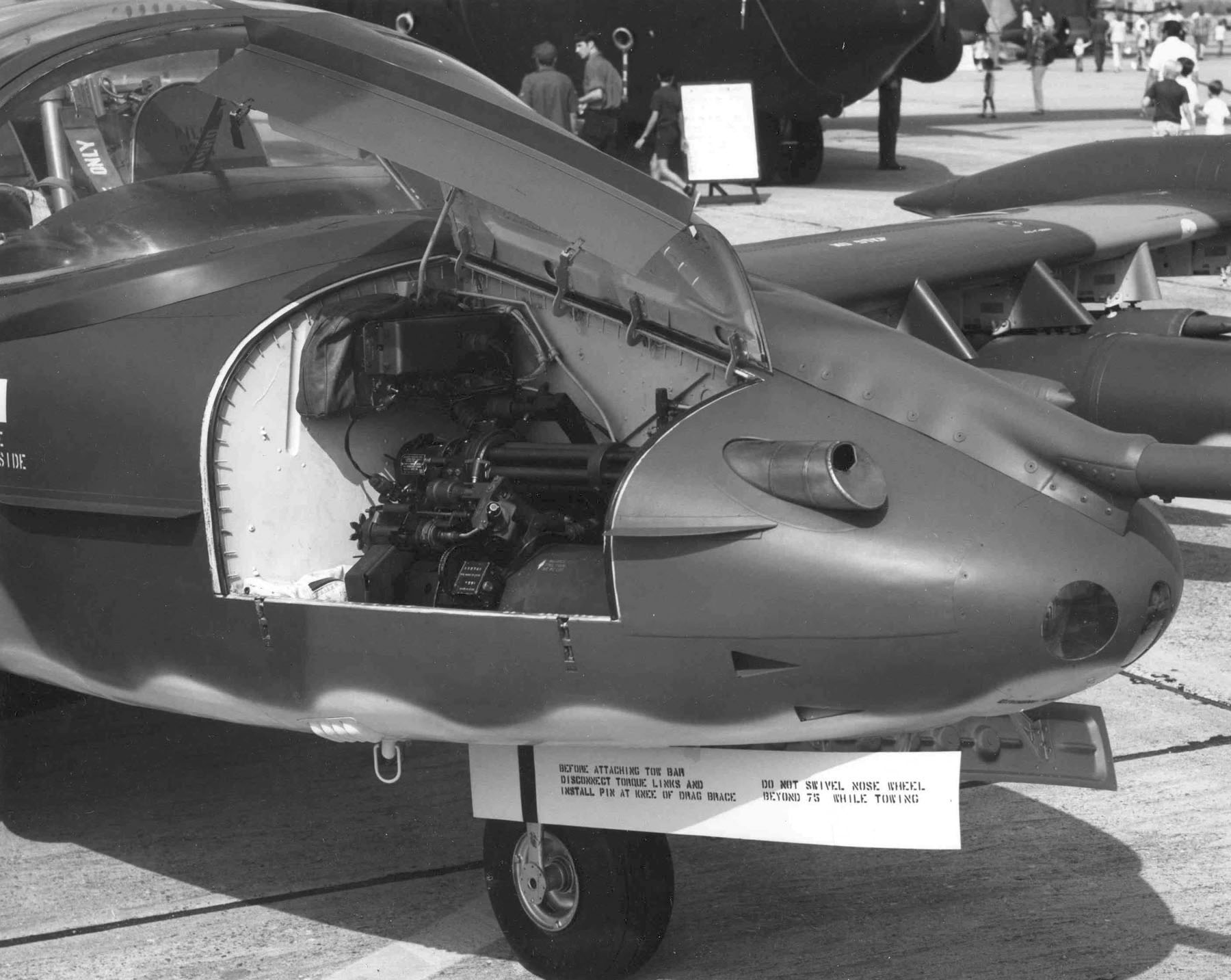
Rotační kulomet v přídi letounu A-37B

Rostoucí americká zainteresovanost ve vietnamském konfliktu počátkem 60. let, vedla k zájmu o lehké útočné letouny označené zkratkou COIN (counterinsurgency-protipovstalecké), které měly sloužit především k blízké podpoře vlastních jednotek a pozorování (předsunutí letečtí návodčí). Proto byly v roce 1962 v USA pro tento účel pokusně upraveny dva cvičné letouny Cessna T-37B.
Zkoušky prototypů byly slibné, ale letectvo požadovalo značně vylepšený stroj, který by měl větší nosnost, odolnost a lepší vlastnosti při provozu v polních podmínkách. Proto bylo nutné především použít silnější motory. V roce 1963 letectvo odjednalo stavbu prototypu letounu YAT-37D, který se od cvičných T-37 v mnohém lišil. Jednalo se především o pevnější křídlo, větší přídavné nádrže o obsahu 360 l na koncích křídel, šestihlavňový rotační kulomet General Electric GAU-2B/A Minigun ráže 7,62 mm s kadencí 3000 ran za minutu a zásobou 1500 kusů střeliva, který byl instalován v pravé části přídě letounu. Dále letoun dostal lepší avioniku, navigační a komunikační systémy a také zpevněný podvozek pro operace z polních letišť. Hmotnost letounu se výrazně zvýšila, stejně jako jeho nosnost. Pro udržení dobrých výkonů byly použity nové motory General Electric J85-J2/5 o tahu 10,7 kN, což bylo dvakrát více, než původní motory Continental-Teledyne J69.
Prototyp YAT-37D poprvé vzlétl v říjnu 1964 a o rok později začaly zkoušky i u druhého prototypu. Zatímco první prototyp nesl po třech závěsnících pod každou polovinou křídla, druhý prototyp měl o dva více a první byl na tento standard také upraven. Zkoušky letounu byly úspěšné, ale protože letectvo na nějaký čas ztratilo o letoun tohoto typu zájem, byla realizace projektu odložena na neurčito a druhý prototyp byl v prosinci 1964 dokonce předán do muzea USAF.

## Obnovení projektu

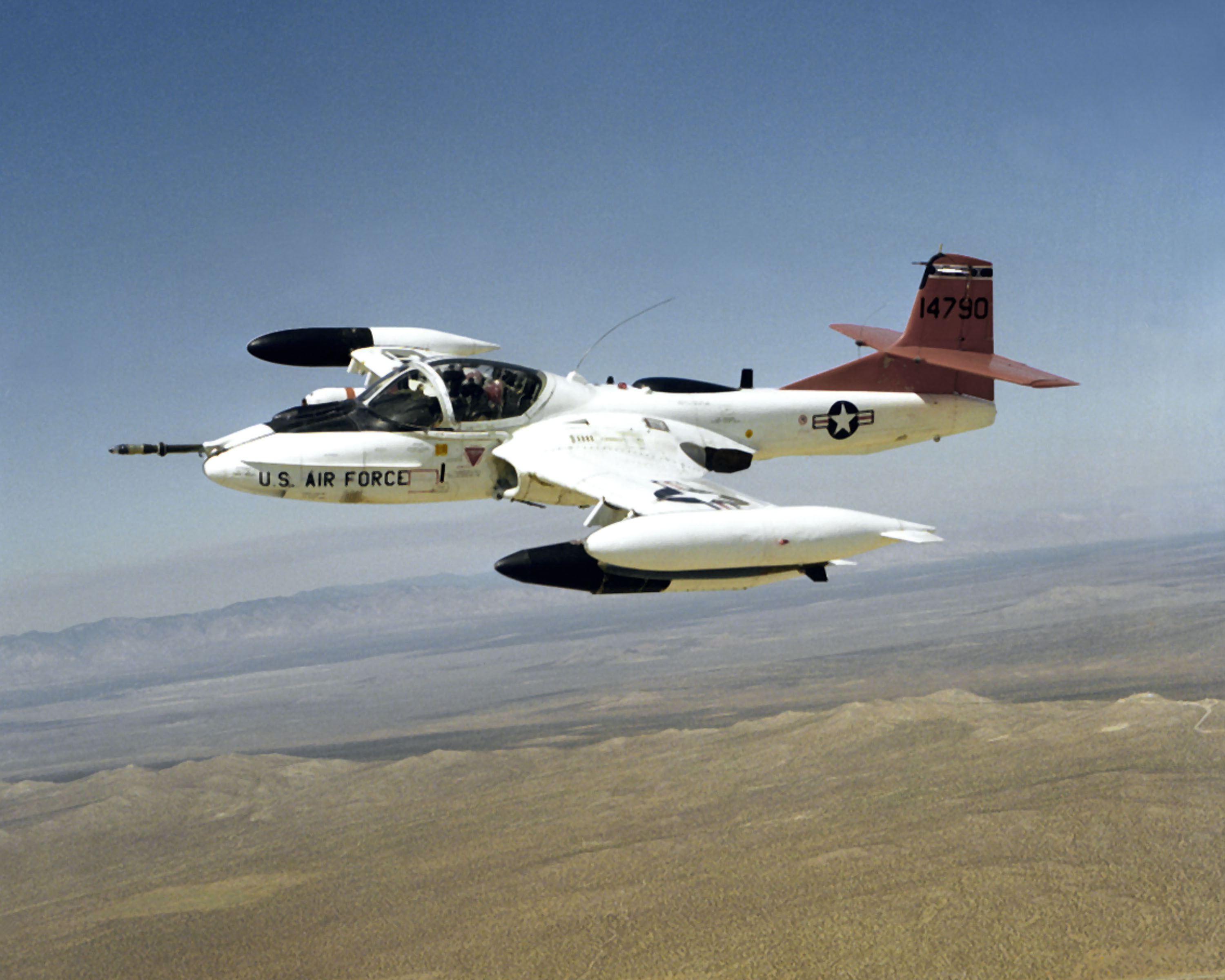
Cessna OA-37B za letu

Válka v jihovýchodní Asii však nadále eskalovala a ztráty letounů Douglas A-1 Skyraider, které tehdy byly hlavním letounem pro operace COIN, narůstaly. Letectvo tedy oprášilo projekt YAT-37D a rozhodlo se, že vhodnost typu ověří přímo v bojových podmínkách.
Firmě Cessna proto byla zadána výroba 39 předsériových kusů YAT-37D, jen mírně se odlišujících od prototypů. Všechny měly být přestavěny ze sériových cvičných T-37B. Letounu bylo původně přiděleno označení AT-37D, které se časem změnilo na A-37A Dragonfly. Součástí testovacího programu bylo znovuobnovení provozu muzeu mezitím předaného druhého prototypu, který byl upraven na standard A-37A.
V srpnu 1967 bylo 25 letounů sloučených do 604. squadrony pokusně nasazeno ve Vietnamské válce. Na základě zkušeností z provozu těchto letounů ve Vietnamu vznikla nová verze A-37B, která měla ještě více zesílený drak. Nově byl na tuto variantu instalován výstražný protisrážkový systém a pevná sonda pro tankování paliva za letu, umístěná v přední části trupu před pilotním prostorem se dvěma vystřelovacími sedadly s parametry 0-0. Celkem bylo vyrobeno 577 letounů A-37B, jejichž největším uživatelem se stalo letectvo Jižního Vietnamu (VNAF), které převzalo 254 exemplářů. Po skončení války v roce 1975 používalo necelou stovku těchto letounů letectvo Vietnamské socialistické republiky. To poskytlo Polsku a SSSR několik A-37 ke studijním účelům. 16 Dragonfly původně patřících VNAF nacházejících se za hranicemi Vietnamu převzalo letectvo Thajska a 27 Letectvo Korejské republiky.
Bojové stroje měly nosnost až 1200 kg zbraní a jelikož u nich bylo zachováno zdvojené řízení, bylo je i možné používat k operačnímu výcviku. Pokud letoun prováděl misi předsunutého leteckého návodčího, seděl na druhém sedadle pozorovatel, zatímco když se jednalo o přímou podporu jednotek, letěl se strojem pouze pilot a ušetřená hmotnost druhého člena posádky umožnila nést více zbraní.

## Varianty

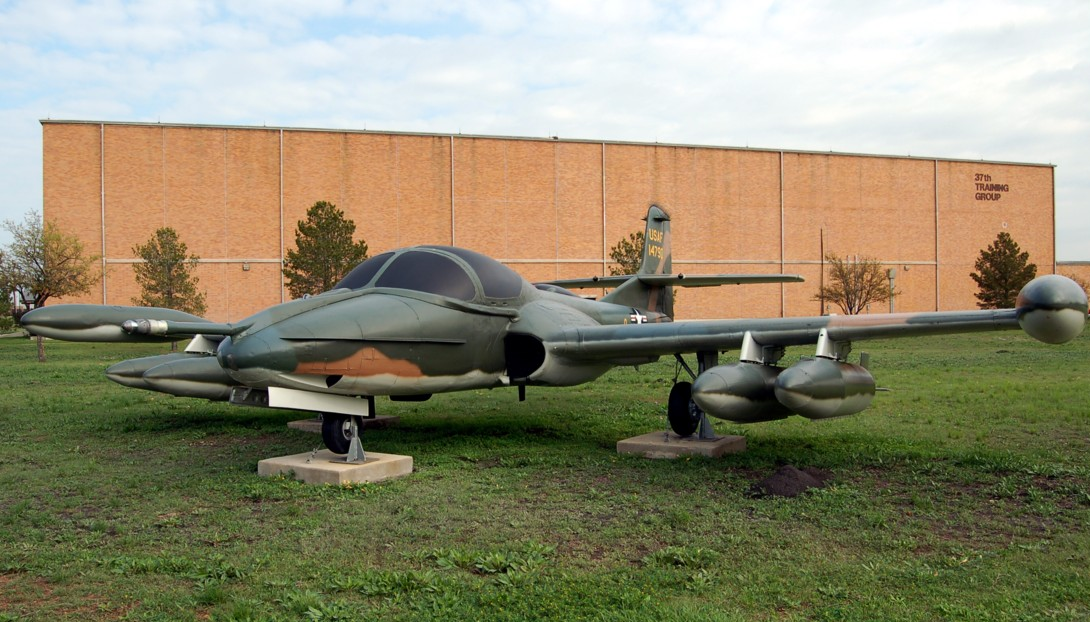
Cessna A-37B Dragonfly

- YAT-37D – prototypy přestavěné z letounu Cessna T-37B.[6]
- YA-37A – nové označení pro předchozí variantu
- A-37A – sériová varianta, upravené stroje T-37B[6], vybavené novými motory J85, novým křídlem s 8 pylony a rotačním kanónem.
- A-37B[6] – motory J85 výkonnější varianty, nástavec pro doplňování paliva za letu, zvýšená kapacita palivových nádrží a zpevněná konstrukce letounu.
- OA-37B - 130 kusů přestavěných z varianty A-37B s avionikou upravenou pro předsunuté řízení operací USAF.[6]

## Uživatelé

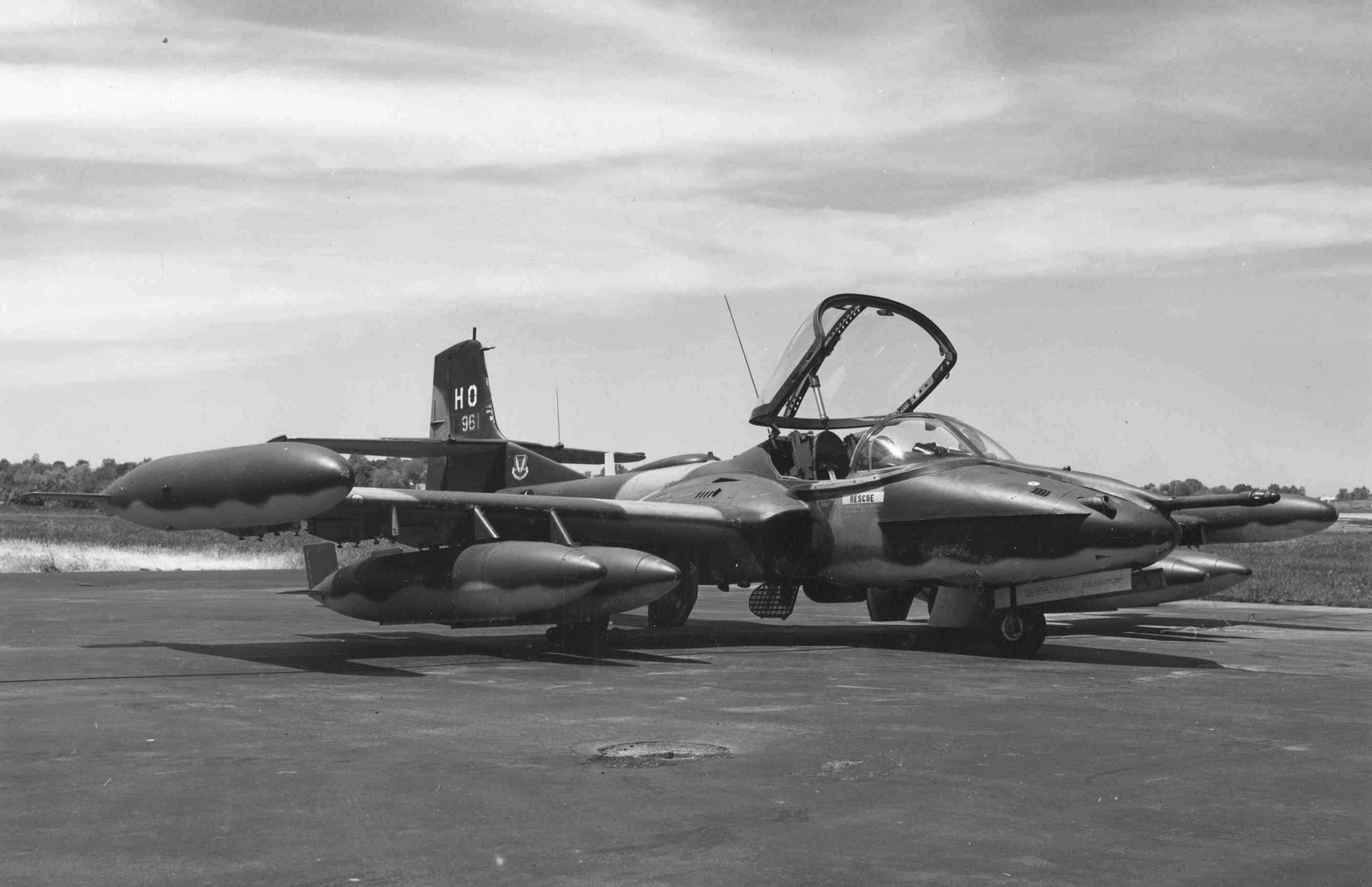
Cessna A-37B Dragonfly (s/n 68-7961) jednotky 71st Special Operations Squadron na Grissom Air Force Base, Indiana, USA, 13. května 1971

- Dominikánská republika – dodáno 8 kusů, všechny byly zničeny či odepsány do března 2001
- Ekvádor[6] – dodáno 28 kusů (20 stále v provozu)
- Guatemala[6] – dodáno 15 kusů (2 stále v provozu)
- Honduras[6] – dodáno 17 kusů (10 stále v provozu)
- Fuerza Aérea de Chile[6] – dodáno 44 kusů (14 stále v provozu u 12. perutě se základnou na Punta Arenas)
- Jižní Korea[6]
- Jižní Vietnam[6] – dodáno 254 kusů
- Kambodža
- Kolumbie[6] – dodáno 32 kusů (v roce 2008 mají být všechny vyřazeny)
- Peru[6] – dodáno 53 kusů (10 stále v provozu)
- Salvador[6] – dodáno 15 kusů (9 stále v provozu)
- Thajsko[6] – dodáno 20 kusů
- Uruguay – dodáno 14 kusů (10 stále v provozu)
- USA[7]
- Vietnam[8] – při obsazení Jižního Vietnamu bylo zajato 95 kusů jihovietnamských A-37B.

## Specifikace (OA-37B)

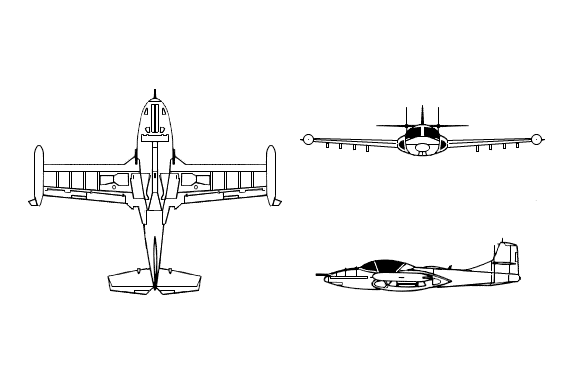
Třípohledový nákres

Údaje podle

### Technické údaje
- Posádka: 2
- Rozpětí: 10,93 m
- Délka: 8,62 m
- Výška: 2,80 m
- Nosná plocha: 17,09 m²
- Hmotnost prázdného letounu: 2817 kg
- Max. vzletová hmotnost: 6350 kg
- Pohonná jednotka: 2× proudový motor General Electric J85-GE-17A
  - Tah pohonné jednotky: 12,68 kN

### Výkony
- Maximální rychlost: 843 km/h
- Cestovní rychlost: 480 km/h
- Dostup: 12 730 m
- Stoupavost: 2130 m/min
- Dolet s max. nákladem: 740 km

### Výzbroj
- 1 x 7,62 mm rotační kulomet GAU-2B/A v přídi letounu
- až 1200 kg výzbroje na 8 pylonech:

#### Možnosti podvěsu výzbroje
- 30mm kanón DEFA-553
- 20mm kanón GPU-2/A
- 7,62 mm rotační kulomet SUU-11/A
- Raketomet LAU-32A pro 19 neřízených střel
- Pumy Mk.82
- Kontejnery s napalmem
- Kontejnery na submunici SUU-14
- Řízené střely AIM-9 Sidewinder